# Paralimna mariae
Paralimna mariae är en tvåvingeart som beskrevs av Timothy M. Cogan 1968. Paralimna mariae ingår i släktet Paralimna och familjen vattenflugor. Inga underarter finns listade i Catalogue of Life.